# Vincey
Vincey is een gemeente in het Franse departement Vosges (regio Grand Est) en telt 2159 inwoners (1999). De plaats maakt deel uit van het arrondissement Épinal.

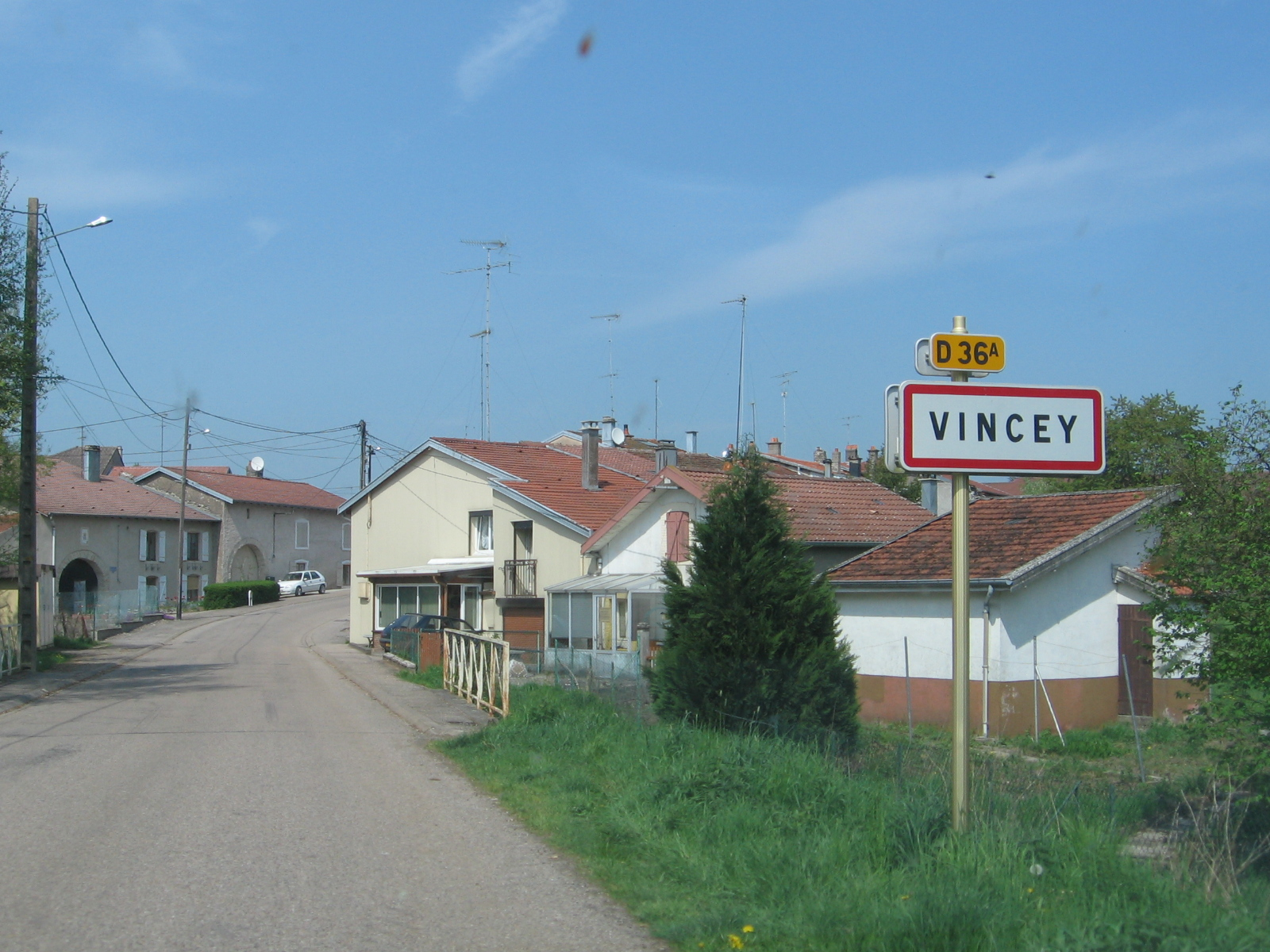
Entree Vincey

## Geografie
De oppervlakte van Vincey bedraagt 12,8 km², de bevolkingsdichtheid is 168,7 inwoners per km².
De onderstaande kaart toont de ligging van Vincey met de belangrijkste infrastructuur en aangrenzende gemeenten.

## Demografie
Onderstaande figuur toont het verloop van het inwonertal (bron: INSEE-tellingen).